# Jugurthova hora
Jugurthova hora (arabsky مائدة يوغرطة , francouzsky Table de Jughurta)  je 1271 metrů vysoká stolová hora v Tunisku. Jmenuje se podle Jugurthy, numidského krále, který se na přelomu 2. a 1. století př. n. l. proslavil svým bojem s Římem. Hora leží 7 km východně od alžírských hranic v guvernorátu Kef, jehož centrem je město El Kef.

## Poloha a popis
Nejbližším sídlem u Jugurthovy hory je městečko Kalâat Senan v guvernorátu Kef. Metropole státu Tunis je od Jugurthovy hory vzdálena 235 km směrem na severovýchod. 

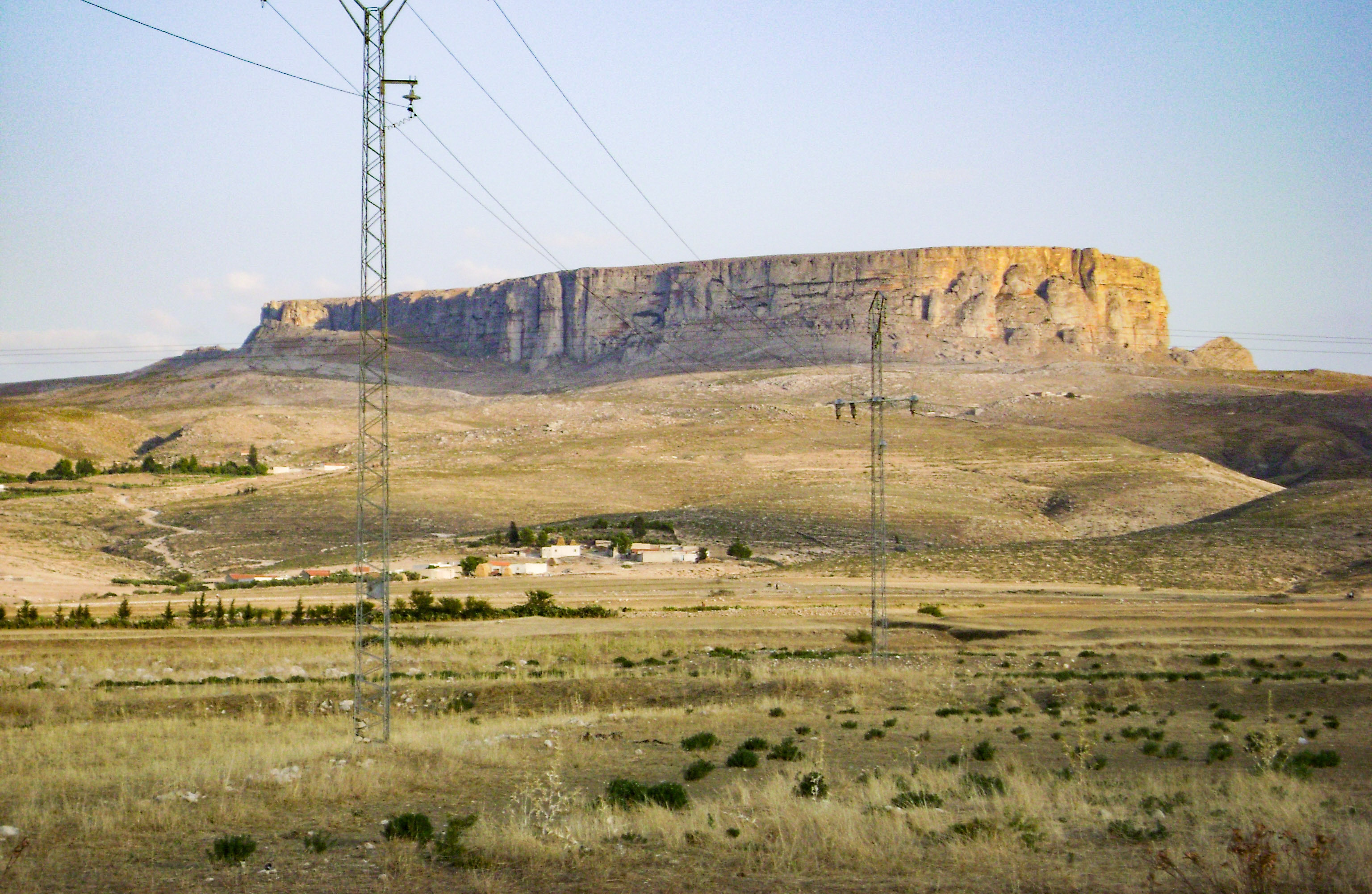
Celkový pohled na Jugurthovu horu

Stolová hora je 1271 metrů vysoká a má ještě několik menších vedlejších vrcholů. Vápencová stolová hora je součástí hřebenu Tuniského pohoří (Dorsale). Převýšení plochého vrcholu od úpatí činí až 600 metrů. Tvar hory byl vytvořen erozí horniny, srážky se však v dané oblasti vyskytují pouze v zimním období od listopadu do února, sněžení je velmi vzácné a sníh vzápětí taje.
Až do výše 1100 metrů na horu vede asfaltová silnice. Přístup na vrchol je relativně snadný po kamenném schodišti.

## Flora a fauna
Vegetace na vrcholu je poměrně chudá. Dříve bývaly na úpatí Jugurthovy hory borové lesy podobné těm, které se nacházejí v jižněji položeném národním parku Djebel Chambi (Džabal aš-Šánabí), avšak ty již zcela zmizely. Nežijí zde ani žádní větší savci, na Jugurthově hoře se vyskytují pouze některé druhy velkých dravců, jako jsou orli, sokoli a supi.

## Historický význam
Podle vyjádření tuniského ministerstva kultury v oblasti této hory existovala významná kultura ještě před založením Kartága a Říma. Tuniská vláda proto usiluje o zapsání Jugurthovy hory na seznam světového dědictví UNESCO.